# Bluebird Airways
Bluebird Airways — греческая авиакомпания базирующаяся в аэропорту Ираклиона имени Никоса Казандзакиса на острове Крит. Создана в 2008 году. Штаб-квартира компании также расположена в Ираклионе.

## Маршрутная сеть

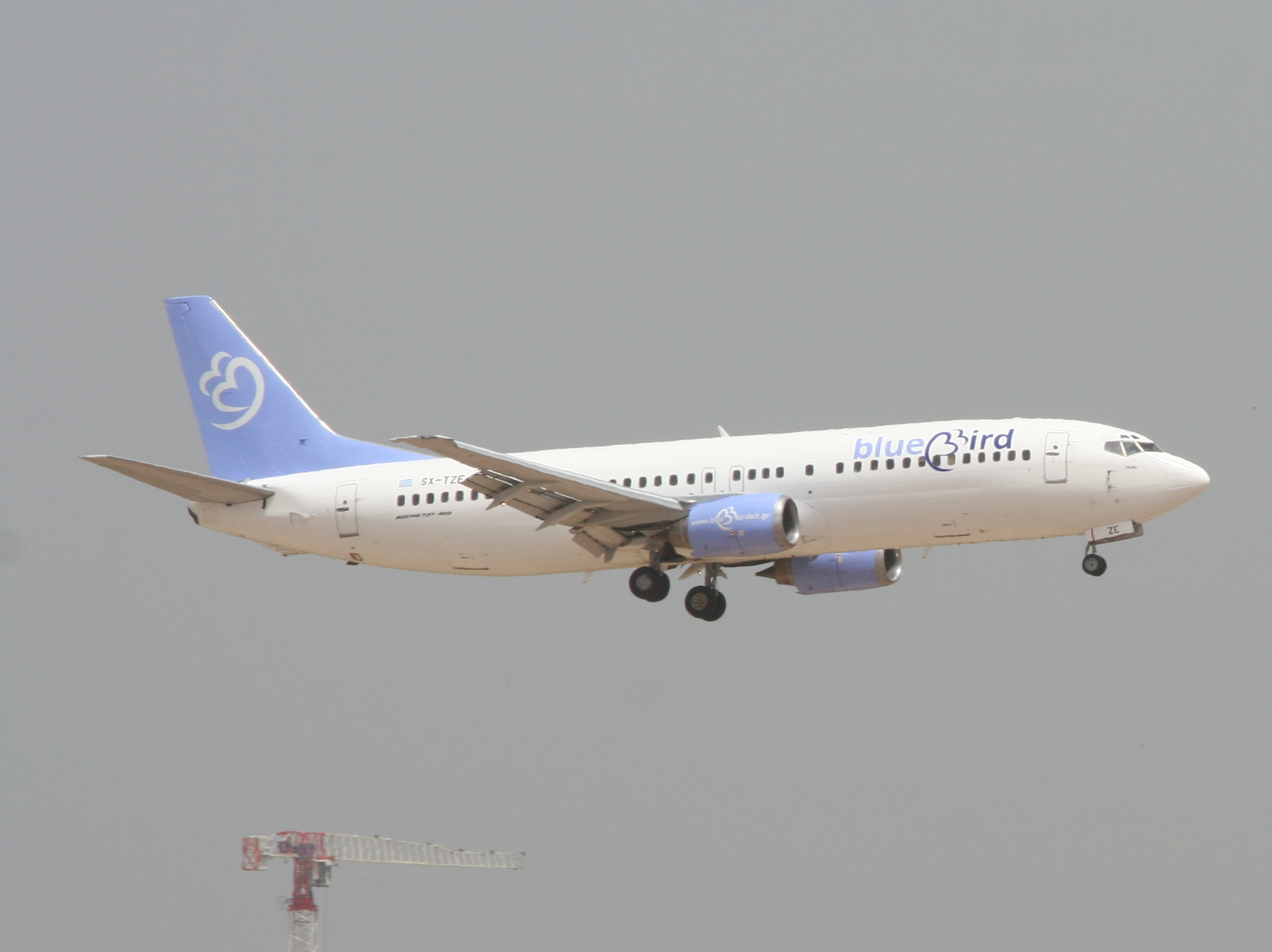
Boeing 737-400 Bluebird Airways в новой ливрее

Авиакомпания Bluebird Airways занимается выполнением чартерных авиарейсов из своего базового аэропорта в Ираклионе Никос Казандзакис.
На конец мая 2014 года компания выполняет рейсы в следующие города:
| Страна  | Город           | Аэропорт                                       |
| ------- | --------------- | ---------------------------------------------- |
| Греция  | Ираклион        | Международный аэропорт Никос Казандзакис (Хаб) |
| Греция  | Керкира         | Международный аэропорт Иоанис Каподистрия      |
| Греция  | Кос             | Международный аэропорт Гиппократес             |
| Греция  | Патры           | Аэропорт Араксос                               |
| Греция  | Родос           | Международный аэропорт Диагорас                |
| Израиль | Тель-Авив       | Международный аэропорт Бен-Гуриона             |
| Россия  | Казань          | Международный аэропорт Казань                  |
| Россия  | Москва          | Международный аэропорт Внуково                 |
| Россия  | Ростов-на-Дону  | Международный аэропорт Ростов-на-Дону          |
| Россия  | Санкт-Петербург | Международный аэропорт Пулково                 |
| Турция  | Стамбул         | Международный аэропорт Сабихи Гёкчен           |

## Флот
По состоянию на 2019 год флот авиакомпании состоит из Boeing 737-300 и одного Boeing 737-800, все самолеты оборудованы только креслами класса эконом.
Также в эксплуатации находился самолёт MD-83, который по официальным данным с начала 2011 года перешел в другую греческую авиакомпанию SkyExpress. Однако 22 июня 2013 года этот же борт вновь перешел к Bluebird Airways в лизинге от Tend Air.